# Huracán Danny (1985)
El huracán Danny fue un huracán categoría 1 que se formó a mediados de agosto en la temporada de huracanes en el Atlántico de 1985. Fue la cuarta tormenta en recibir nombre y tercer huracán de esa temporada, Danny fue uno de cuatro huracanes que tocaron tierra en costa norte del golfo de los Estados Unidos. Danny se formó el 12 de agosto y se movió en dirección norte donde alcanzó la intensidad máxima de 130 km/h y la mínima presión barométrica de 987 hPa antes de tocar tierra cerca de Lake Charles, Luisiana. 
Danny produjo una epidemia de tornados de entre 39 y 47 e inundaciones relámpago a través de la costa del Golfo en el sur de los Estados Unidos, causando $100 millones de dólares (1985 USD) en daños y tres muertes, dos de las cuales fueron relacionadas directamente con la tormenta.

## Historia meteorológica

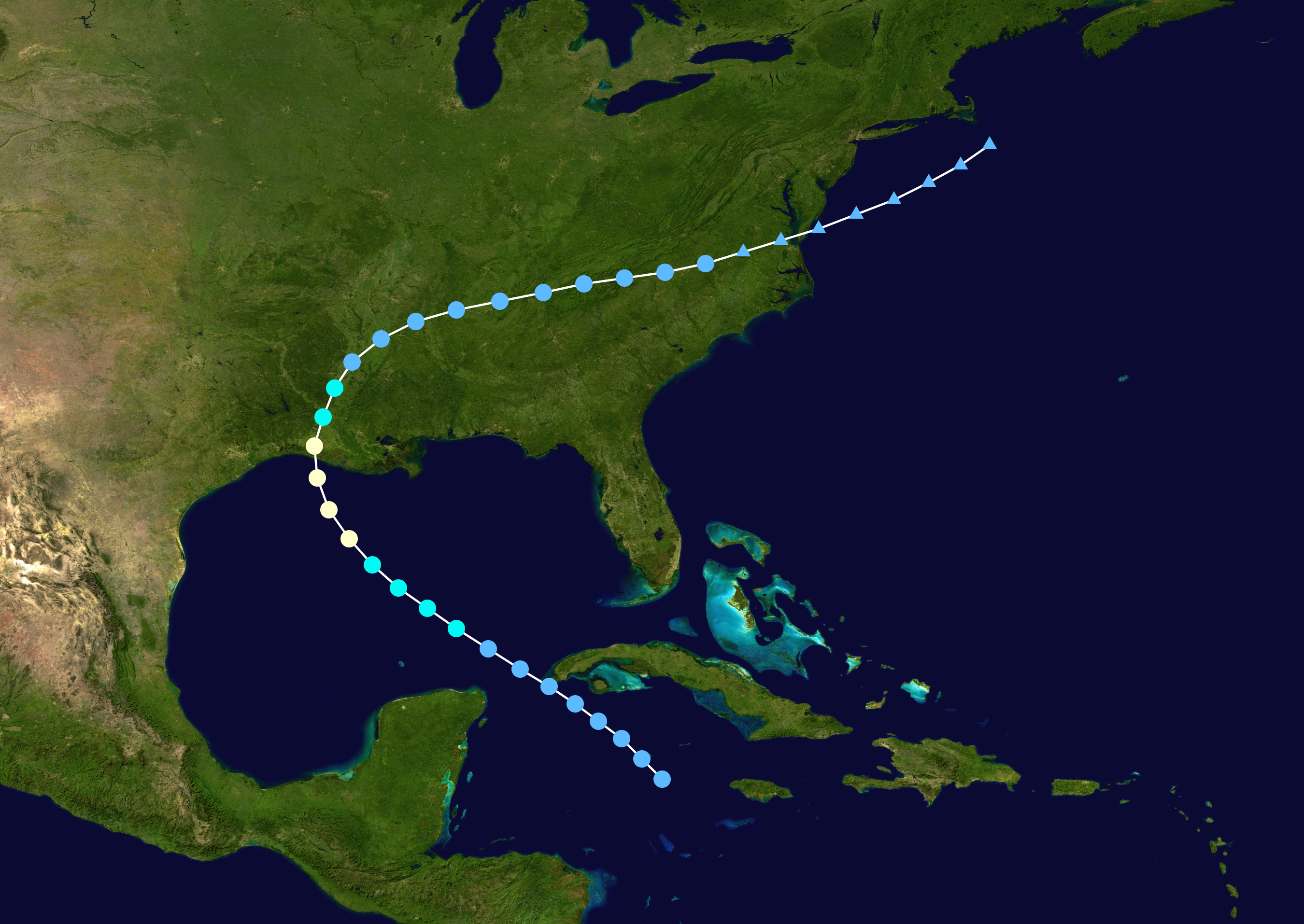
Trayectoria del huracán Danny, perteneciente a la temporada de huracanes en el Atlántico de 1985, siguiendo los colores de la escala de huracanes de Saffir-Simpson.